# 邢氏苦竹
邢氏苦竹（学名：Arundinaria hindsii），又名寒山竹、四时竹，为禾本科青篱竹属下的一个种。